# Primera guerra del Peloponeso
La primera guerra del Peloponeso (circa 460 a. C.-445 a. C.) fue un enfrentamiento entre Esparta (en calidad de dirigente de la Liga del Peloponeso) y otros aliados espartanos (entre los que destacaba Tebas) y la Liga de Delos (encabezada por Atenas) que gozó del apoyo de Argos. La guerra consistió en una serie de conflictos y contiendas menores, tales como la segunda guerra sagrada. Existen varias causas que la desencadenaron, entre las que se incluyen la reconstrucción de los muros largos atenienses, el cambio de bando de Mégara y la suspicacia espartana ante el crecimiento del imperio ateniense.
A comienzos de la guerra, que se inició en 460 a. C., los atenienses tenían ventaja tanto en tierra como en el mar, donde obtuvieron victorias gracias a la superioridad de su flota. Esta situación se mantuvo hasta que, en 457 a. C., los espartanos y sus aliados vencieron al ejército ateniense en Tanagra. No obstante, los atenienses lanzaron un contraataque y obtuvieron una victoria aplastante sobre los beocios en la batalla de Enofita, que les permitió adueñarse de la totalidad de Beocia a excepción de Tebas.
Atenas siguió consolidando su posición gracias a la sumisión de Egina a la Liga de Delos y el asolamiento del Peloponeso. El ejército persa infligió a los atenienses una derrota en Egipto en 454 a. C. que los llevó a firmar una tregua de cinco años con Esparta. Sin embargo, la guerra volvió a desatarse en 448 a. C. con el comienzo de la segunda guerra sagrada. En 446 a. C., se produjo una rebelión en Beocia y, luego de derrotar a los atenienses en Coronea, la región recuperó la independencia.
La primera guerra del Peloponeso acabó con un acuerdo entre Esparta y Atenas que fue ratificado en la Paz de los Treinta Años (firmada durante el invierno de 446-445 a. C.). Según lo establecido en el tratado, ambos bandos conservaron los territorios principales de sus imperios. Atenas continuó teniendo el control del mar, mientras que Esparta dominaba en tierra firme. Mégara volvió a la Liga del Peloponeso y Egina se convirtió en un estado tributario de la Liga de Delos con autonomía política. La guerra entre ambas ligas se reanudó en 431 a. C. y no concluyó hasta que Esparta ocupó Atenas en 404 a C.

## Origen y causas
Tan solo veinte años antes de que comenzara la primera guerra del Peloponeso, Atenas y Esparta habían luchado codo a codo durante las guerras médicas. En aquella ocasión, Esparta había ostentado la hegemonía de lo que los académicos actuales denominan como Liga Helénica, y logrado las victorias cruciales de 480 a. C. y 479 a. C. Sin embargo, con el paso de los años, el liderazgo espartano engendró un cierto rencor entre las potencias navales griegas que asumieron el mando durante la campaña que llevó la guerra a los territorios persas en Asia y el Egeo; además, a partir de 478 a. C. los espartanos abandonaron la dirección de la guerra. Los espartanos y sus coligados empezaron a temer el crecimiento de Atenas cuando esta emprendió la reconstrucción de sus murallas y el reforzamiento de su flota. Las diferencias políticas hacían cada vez más difícil evitar el enfrentamiento entre las dos ciudades: Atenas aspiraba a ampliar sus territorios, mientras que Esparta deseaba acabar con la democracia ateniense.

Mapa que muestra los territorios de Atenas y los de la Liga de Delos, que presidía.

Mientras tanto, Atenas había estado afirmándose en el panorama internacional, y codiciaba dominar el Egeo. Los atenienses ya habían reconstruido sus murallas (pese a los deseos manifiestos de Esparta) y en 479 y 478 a. C. habían asumido un papel mucho más activo en las campañas en el mar Egeo. En el invierno de 479-478 a. C., en una conferencia que reunió a estados jonios y egeos en Delos, Atenas asumió la dirección de una nueva liga, la de Delos. La reconstrucción de las murallas atenienses, llevada a cabo en secreto, se debió a la insistencia de Temístocles, que convenció a sus conciudadanos de que era la mejor manera de proteger la ciudad. Temístocles también pospuso las propuestas espartanas sobre el control de armamento; creía que si se aceptaban, Atenas quedaría en inferioridad frente a Esparta, que gozaba del poderío militar que le conferían sus hoplitas y su particular formación de combate, la falange. Tras concluir las obras de las murallas, Temístocles declaró que Atenas dejaba de reconocer la primacía espartana, desarrollaría un programa político propio y se defendería por sí misma. Por entonces apareció una de las primeras señales de animosidad entre Atenas y Esparta, la cual es relatada a manera de anécdota por Diodoro Sículo, quien señala que en 475-474 a. C. los espartanos ponderaron recuperar la hegemonía de la campaña contra Persia por la fuerza; aunque los académicos modernos no están seguros en cuanto a la fecha y credibilidad del relato, generalmente lo han citado como prueba de que (ya por aquella época) existía en Esparta un grupo de «partidarios de la guerra».

Los Muros Largos de Atenas, que conectaban la ciudad con El Pireo.

Pese a todo ello, durante algún tiempo continuaron las relaciones amistosas entre ambas ciudades. Temístocles, el ciudadano ateniense de este período a quien más se asocia con la política hostil a Esparta, fue desterrado a principios de los años 470 a. C. y luego debió huir a Persia. Su sustituto, Cimón, abogó por una política de cooperación entre los dos Estados. Cimón era el proxenos de Esparta en Atenas, y era tal el cariño que sentía por aquella ciudad que llamó a uno de sus hijos Lacedemonio. Sin embargo surgieron algunos puntos de conflicto; Tucídides indica que, a mediados de los años 460 a. C., Esparta decidió invadir el Ática durante la rebelión de Tasos y que lo único que evitó la invasión fue un terremoto que desencadenó una revuelta por parte de los hilotas. Quizá fuese en realidad esta revuelta lo que impidió que los espartanos acometiesen Atenas antes de que esta terminase las obras de amurallado, aunque incluso con las nuevas murallas la superioridad de los hoplitas espartanos y de sus tácticas de combate les hubiesen permitido expugnar la ciudad rival sin dificultad.
Dicha revuelta hilota fue lo que finalmente originó la crisis causante de la guerra. Incapaces de sofocar la revuelta por sí mismos, los espartanos solicitaron la colaboración de sus aliados, invocando para ello los antiguos lazos forjados por la Liga Helénica. Atenas respondió al llamado enviando a cuatro mil hombres con Cimón de Atenas a la cabeza. Los espartanos despidieron a los atenienses (cosa que no hicieron con el resto de sus aliados), luego de levantarse sospechas tras el fracaso del asalto sobre las fortificaciones hilotas. Este acto de Esparta acabó con la credibilidad política de Cimón, que ya había sido vituperado por sus adversarios atenienses, acaudillados por Efialtes; al poco tiempo de la afrenta fue desterrado. Las hostilidad de Esparta era patente y, cuando Atenas respondió, los acontecimientos se precipitaron velozmente hacia la guerra. Atenas estableció con celeridad una serie de alianzas: con Tesalia, un poderoso Estado del norte; con Argos, el enemigo secular de Esparta; y con Mégara, un antiguo aliado de Esparta que se encontraba en aprietos debido a una guerra que libraba con Corinto, otro aliado de los espartanos mucho más poderoso. Por esta misma época, los atenienses asentaron en Naupacto, en el golfo de Corinto, a los hilotas exiliados después de la revuelta. Para 460 a. C., Atenas se hallaba en guerra abierta contra Corinto y varios otros Estados peloponesios y era palmaria la inminencia de una contienda mayor.

## Primeras batallas
Al mismo tiempo que principiaba esta guerra, los atenienses intervinieron militarmente en otro sector del Egeo. Atenas había enviado un contingente a colaborar con Inaro, un rey libio que aglutinó casi todo Egipto en la revuelta contra el rey persa Artajerjes. Tanto Atenas como sus ciudades aliadas enviaron una flota compuesta por doscientos barcos para ayudar a Inaro (una cuantiosa inversión de recursos). Debido a ello, los atenienses entraron en guerra contra Esparta con sus fuerzas diseminadas por varios teatros bélicos. El perjuicio que esta intervención en África causó a Atenas quedó reflejado en una inscripción del 460/459 a. C. en el que aparecen los fallecidos de la tribu erectea. Su particularidad reside en que lo habitual era enumerar a los caídos de las diez tribus atenienses en una sola estela funeraria o en varias con un solo encabezado. Se cree que el que aparezca una tribu separada se debió al gran número de bajas que sufrió esta en la expedición egipcia; la inscripción contiene ciento ochenta y cinco nombres. Antes de la lista aparece una inscripción que reza: «De la tribu erectea, estos perecieron en la guerra, en Chipre, en Egipto, en Fenicia, en Halias, en Egina, en Mégara, en el mismo año». Esto coincide fundamentalmente con el relato de Tucídides, que menciona los tres últimos lugares en mismo orden. Este no incluye, sin embargo, a Fenicia, región que sin la estela no se asociaría a los combates que se dispuaron en la época.
En 460 o 459 a. C., Atenas libró una serie de batallas de relieve contra distintos estados peloponesios. En tierra, los atenienses fueron vencidos por los ejércitos de Corinto y Epidauro en Halias, pero en el mar obtuvieron la victoria en Cecrifalia. Egina, alarmada por la agresividad ateniense en el golfo Sarónico, entró en la guerra contra estos sumando su poderosa flota a la de los aliados peloponesios. En el combate marítimo que siguió, Atenas logró una victoria aplastante y arrebató setenta navíos a eginetas y peloponesios; a continuación, los atenienses desembarcaron y pusieron la ciudad bajo asedio.
Mientras gran parte de los destacamentos atenienses se hallaban ocupados en Egipto y Egina, los corintios invadieron Mégara con la intención de que Atenas abandonase el cerco de Egina para hacer frente a la nueva amenaza. Sin embargo, los atenienses reunieron un ejército de hombres demasiado viejos y muchachos demasiado jóvenes para servir en el ejército y las enviaron al mando de Mirónides para socorrer a Mégara. El resultado de la batalla entre este contingente y los corintios fue incierto, pero al finalizar el día los atenienses eran dueños del campo de batalla, por lo que erigieron un trofeo para señalar la victoria. Aproximadamente doce días después, los corintios trataron de volver al lugar para levantar su propio monumento triunfal, pero los atenienses se arrojaron sobre ellos desde Mégara y los vencieron. Durante la retirada que siguió a la batalla, gran número de soldados corintios, acosados y extraviados, se toparon con un terreno cercado por una zanja, donde quedaron atrapados y perecieron apedreados por la infantería ligera ateniense.

## Victorias atenienses

### Tanagra

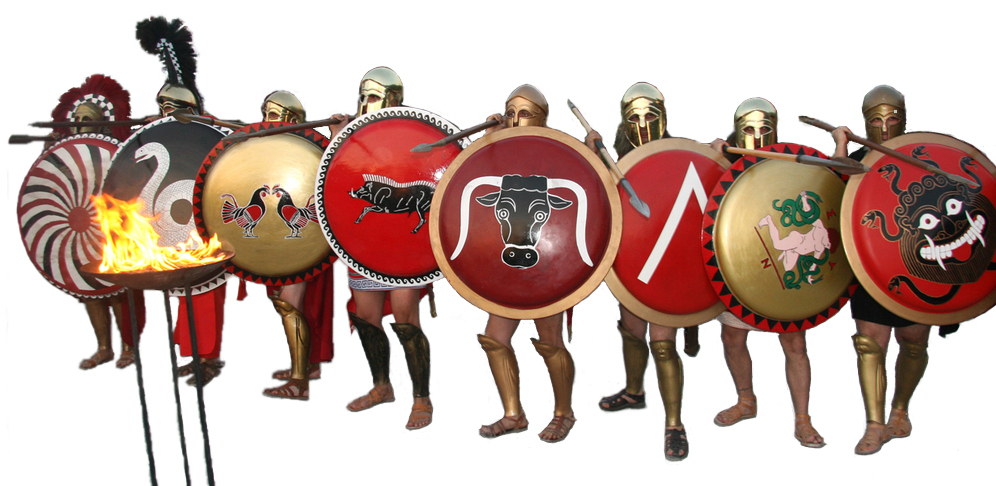
Los hoplitas griegos conformaban la mayor parte del ejército de un estado

Durante varios años al principio de la guerra, Esparta se mantuvo principalmente inerte. Pese a que posiblemente las tropas espartanas participasen en alguna de las primeras batallas, no aparecen mencionadas en ninguna fuente antigua. En 458 o 457 a. C., Esparta tomó un papel activo, aunque no en contra de Atenas directamente. El hecho es que había estallado una guerra entre Fócida (aliada de Atenas) y Dórida, situada allende el golfo de Corinto, frente al Peloponeso. Tradicionalmente, Dórida se consideraba la tierra ancestral de los dorios, y los espartanos, al ser dorios, tenían una antigua alianza con dicho estado. En consecuencia, se envió a un ejército espartano al otro lado del golfo para colaborar con Dórida; al mando las tropas se hallaba el strategos Nicomedes, que actuaba en nombre del rey Plistoanacte, aún menor de edad. Aunque el ejército espartano pudo imponer la capitulación de los focios, se encontró de repente bloqueado en Dórida por una flota ateniense, que se apostó en el golfo de Corinto para impedir el repliegue al Peloponeso de los espartanos.
Nicomedes guio a su ejército hacia el sur e ingresó en el territorio de Beocia, una decisión en la que pudieron influir diversos factores. En primer lugar, se habían llevado a cabo negociaciones secretas con un grupo de atenienses que pretendía entregar la ciudad a los espartanos para acabar con el gobierno democrático. Por otra parte, Donald Kagan sugiere que Nicomedes había estado en contacto con el gobierno de Tebas y planeaba unificar Beocia bajo el liderazgo tebano, algo que aparentemente realizó tras su llegada a la zona.
Amenazados por el numeroso ejército espartano en Beocia y temerosos del ambiente traición que se respiraba, los atenienses marcharon para enfrentarse a los peloponesios con tantas unidades como pudieron reunir, tanto en Atenas como en las ciudades aliadas. Ambos ejércitos chocaron en la batalla de Tanagra. Antes de la batalla, el político ateniense exiliado Cimón, armado para el combate, se aproximó a las tropas atenienses para ofrecer sus servicios; sin embargo, se le ordenó alejarse. Antes de partir, instó a sus amigos a demostrar su lealtad por medio de su valor. Aunque así lo hicieron, los atenienses fueron derrotados si bien ambos bandos sufrieron copiosas pérdidas. Los espartanos, en vez de invadir el Ática, regresaron a su hogar atravesando el istmo de Corinto. Donald Kagan cree que en ese momento se solicitó a Cimón que retornara del exilio y negociase una tregua de cuatro meses entre los bandos; otros estudiosos del tema consideran que no se llevó a cabo ningún tipo de tregua y que la fecha en que Cimón volvió a Atenas fue posterior.
Seguidamente Atenas se coligó con Argos, enemiga de Esparta y única rival de esta en el Peloponeso; el objetivo los nuevos aliados era defenderse del poderío militar espartano.

### Conquistas atenienses

Los territorios de Atenas, sus aliados y sus dependencias.

A pesar de los acontecimientos anteriores, Atenas reacción bien tras su derrota en Tanagra y despachó un ejército con Mirónides al frente a atacar Beocia. El ejército beocio hizo frente a los atenienses en Enofita, pero fue batido de manera aplastante, lo que permitió que Atenas conquistase la totalidad de Beocia (salvo Tebas), Fócida y Lócrida. Los atenienses derribaron las fortificaciones de Tanagra y tomaron como rehenes a los cien ciudadanos más ricos de Lócrida. Además, aprovecharon la oportunidad para completar la construcción de sus Muros Largos.
Poco después, Egina se rindió y fue obligada a derribar sus murallas, entregar su flota de barcos y convertirse en miembro tributario de la Liga de Delos, redondeando lo que Donald Kagan ha denominado un annus mirabilis para los atenienses.
Atenas, complacida por su triunfo, envió una expedición al mando del general Tólmides para devastar las costas del Peloponeso. Los atenienses lo circunnavegaron, atacando y saqueando los astilleros espartanos, que probablemente estaban ubicados en Gitión. Luego de estos logros, los atenienses conquistaron la ciudad de Calcis, en el golfo de Corinto, desembarcaron en tierras de Sición y vencieron a sus habitantes en combate.

## La importancia de Mégara
Los eruditos modernos han hecho hincapié en la gran importancia que tuvo el control ateniense de Mégara en los primeros triunfos de Atenas en la guerra. Mégara brindaba un práctico puerto en el golfo de Corinto, al cual los remeros podían transportarse por tierra; además, durante la guerra probablemente se mantuviera una gran cantidad de navíos en el puerto de Nisea, en Mégara.

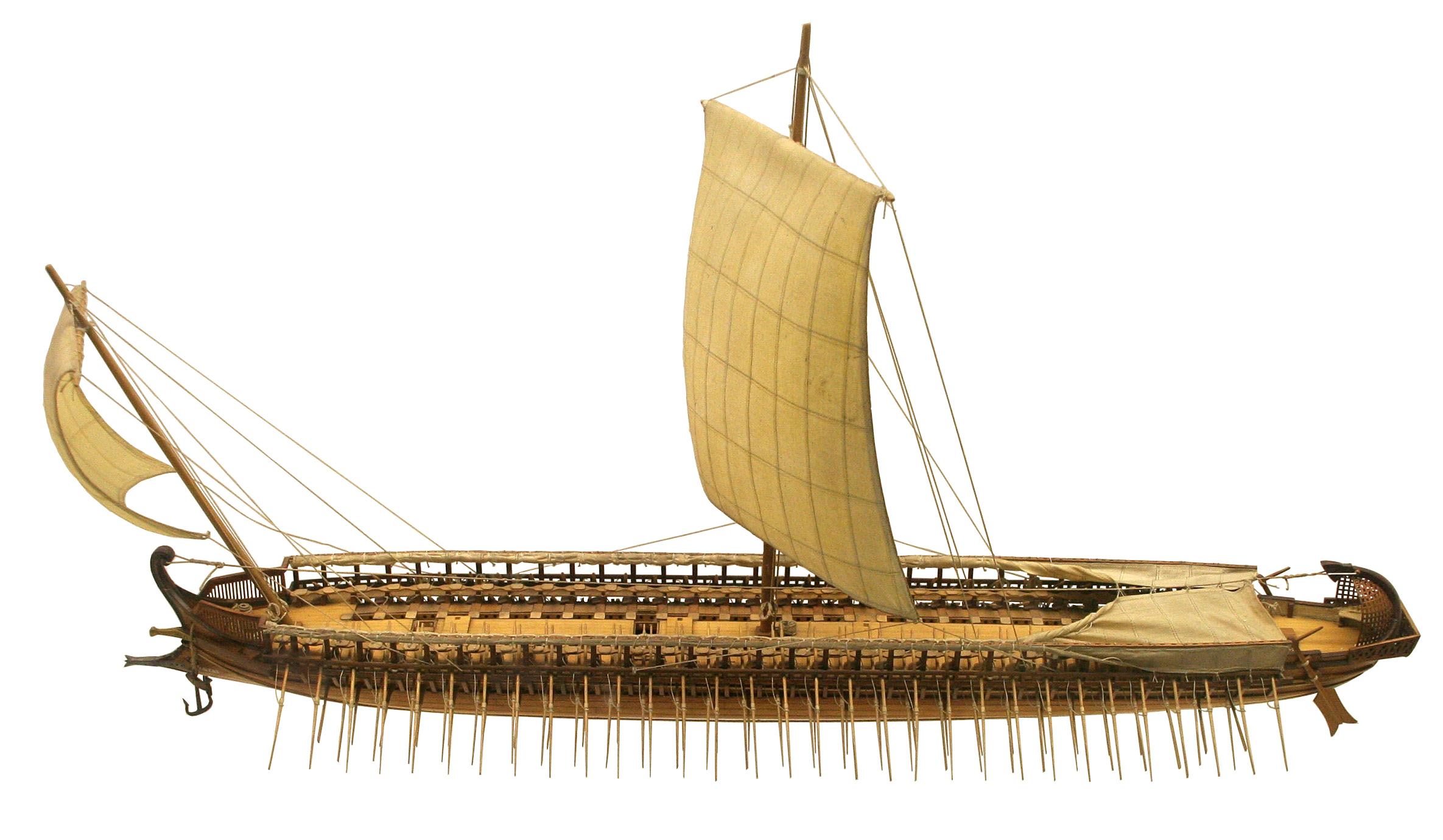
Un trirreme griego, la principal embarcación empleada por las polis de Grecia

Pese a que los académicos modernos eran escépticos respecto a la capacidad de Atenas para evitar que el ejército espartano cruzase el territorio megarense, los últimos estudios han determinado que el paso de Gerania podía defenderse con un número relativamente pequeño de soldados. De este modo, con el istmo de Corinto cerrado y la armada ateniense desplegada tanto en el golfo de Corinto como en el Sarónico, el Ática resultaba inaccesible desde el Peloponeso. El que los espartanos no pudiesen asaltar Mégara fue un motivo fundamental de su derrota ante los atenienses, aunque un experto afirma que ello se debió a lo inadecuado de sus planes militares y a la negativa de los atenienses a enfrentarse a ellos en campo abierto.

## La crisis de Atenas y la tregua
La extraordinaria serie de victorias atenienses terminó en 454 a. C., cuando la expedición enviada a Egipto fue aplastada por los persas. Poco antes, un enorme ejército persa mandado por Megabazo había llegado a Egipto y vencido rápidamente a los sublevados. Los persas sitiaron al contingente griego en la isla fluvial de Prosopitis, en el Nilo. En 454 a. C., tras dieciocho meses de asedio, los persas se apoderaron de la isla y desbarataron casi completamente a las tropas griegas. A pesar de que probablemente no pereciesen las dotaciones de las doscientos naves que formaban la expedición, sí fueron aniquiladas las de al menos cuarenta, lo que suponía una gran pérdida.
Ese mismo año de 454, el tesoro de la Liga de Delos se trasladó de esta a Atenas. Esto otorgó a la ciudad mayor control de las finanzas de la liga. Se conservan inscripciones que indican las distintas contribuciones de las ciudades coligadas a tesoro común.
El desastre en Egipto debilitó tremendamente el control de Atenas sobre el Egeo y, durante varios años, los atenienses concentraron su atención en reorganizar la Liga de Delos y en estabilizar nuevamente la región. Atenas respondió al pedido de ayuda de Orestes, hijo de Equecrátidas, tagos de Tesalia, que había sido exiliado y deseaba recuperar el poder. Los atenienses marcharon hacia Farsalia junto a sus aliados de Beocia y Fócida. Sin embargo, la caballería tesalia les impidió lograr su objetivo, por lo que debieron regresar a Atenas sin haber devuelto el gobierno a Orestes ni tomado Farsalia.
Por lo tanto, en 451 a. C., cuando Cimón regresó a la ciudad tras haber concluido su ostracismo, los atenienses estaban más que dispuestos a negociar una tregua con Esparta. Cimón acordó un cese de las hostilidades por cinco años, durante los cuales la política ateniense se centró en el mar Egeo.

## Después de la tregua
Los años posteriores a la tregua estuvieron repletos de incidentes políticos a lo largo de toda Grecia. La Paz de Calias, si es que realmente existió, se firmó en 449 a. C.; este posiblemente fuese el mismo año en que Pericles impulsó el Decreto del Consejo, que pretendía reunir un congreso panhelénico para tratar el futuro de Grecia. Los académicos modernos han debatido ampliamente las intenciones de dicha propuesta; algunos consideran que fue un intento de buena fe para asegurar una paz duradera, mientras que otros ven en el congreso tan solo un instrumento propagandístico. Sea cual fuera el caso, Esparta desbarató los planes al negarse a asistir.
La segunda guerra sagrada estalló durante el transcurso de aquel año, cuando Esparta separó Delfos de Fócida y le dio la independencia. En 448 a. C., Pericles dirigió al ejército ateniense contra Delfos para restaurar los derechos soberanos de Fócida sobre el oráculo.
En 446 a. C. se produjo una revuelta en Beocia, la cual marcaría el fin del «imperio continental» de Atenas en Grecia. Tólmides acaudilló un ejército contra los beocios pero, después de algunos triunfos iniciales, fue vencido en la batalla de Coronea. Tras esta derrota, Pericles asumió una postura más moderada y Atenas abandonó Beocia, Fócida y Lócrida.
No obstante, el fracaso en Coronea originó acontecimientos más peligrosos: la sublevación de Eubea y Mégara. Pericles marchó contra Eubea para aplastar la rebelión, tuvo que replegarse cuando el ejército espartano invadió el Ática. Por medio de negociaciones, y posiblemente sobornos, Pericles persuadió al rey de Esparta, Plistoanacte, para que se retirase. Una vez en Esparta, Plistoanacte fue juzgado por no haber aprovechado su situación ventajosa y condenado a pagar una multa tan grande que debió huir al exilio, incapaz de pagarla. Eliminada la amenaza espartana, Pericles volvió a Eubea con cincuenta navíos y cinco mil soldados y aplastó toda oposición. Seguidamente, impuso un severo castigo a los terratenientes de Calcis, a los que expropió. Los habitantes de Hestiea, que habían asesinado a la tripulación de un trirreme ateniense, recibieron una represalia aún peor: fueron despojados de sus tierras y reemplazados por dos mil colonos atenienses.
El acuerdo entre Esparta y Atenas fue ratificado mediante la Paz de los Treinta Años (invierno de 446 a. C.-445 a. C.). Conforme a dicho tratado, Mégara regresó a la Liga del Peloponeso, Trecén y Acaya obtuvieron su independencia, Egina se convirtió en un estado autónomo pero tributario de Atenas, y las disputas se resolvieron por medio de arbitraje. Cada bando se comprometió a respetar las alianzas del otro.

## Importancia y consecuencias
La etapa media de la primera guerra del Peloponeso supuso el apogeo del poder ateniense. Merced a su dominio de Beocia y Mégara y del mar que señoreaba con su flota, Atenas se halló completamente segura ante cualquier ataque, por tierra y mar. Sin embargo, los sucesos ocurridos en los años 447 y 446 a. C. destruyeron tal seguridad y, pese a que no todos los atenienses abandonaron su sueño de dominar el mundo griego, el tratado de paz que puso fin a la guerra fijó las bases de una Grecia bipolar. A cambio de la renuncia a sus territorios continentales, Esparta concedió a Atenas el reconocimiento a su alianza. La paz duró menos de la mitad de los treinta años estipulados, pues en el 431 a. C., Atenas y Esparta se embarcaron en una nueva guerra: la (segunda) guerra del Peloponeso, que arrojaría un resultado mucho más decisivo.